# Цензорат (Империя Тан)
Цензорат империи Тан или Юшитай (кит. упр. 御史臺, пиньинь yùshǐtái, палл. юйшитай, дословно Терраса державных наблюдений) — орган надзора в Китае во время династии Тан, осуществлявший надзор за чиновничеством и судопроизводством, подчинялась императору. Юйшитай существовал с Ханьских времён, а должность цензора-юши существовала и до того. В европейской традиции этот орган стали именовать «цензорат» по аналогии с древнеримскими цензорами.
Юйшитай обладал судебными и надзорными функциями. Судебные функции цензората ограничивались формированием комиссии «уполномоченных от трёх учреждений» (三司使) по рассмотрению особо важных столичных дел по первой инстанции и при повторном рассмотрении важных провинциальных дел. В комиссию входил: чжунчэн юшитая (= помощник верховного цензора), шилан из синбу (замеституль начальника Министерства судопроизводства) и цин из далисы (Начальник судебного приказа).
Надзорные функции были очень широкими. Юйшитай следил за службой всех чиновников, проверял отчёты, траты, рассматривал жалобы на чиновников и возбуждал дела против них, в случае выявления нарушения. Также проводил внеплановые проверки и служебные расследования.

## Центральный аппарат
- 1 Юйши дафу (кит. 御史大夫 Великий муж державного наблюдения, Верховный цензор), чаще просто Дафу (大夫)- Велики муж : основной 3-й ранг.

Возглавлял Цензорат. Юйши входил в комиссию вместе с цзишичжуном из Шаншушэна и чжуншу шэжэнем из Чжуншушэна. Они рассматривали случаи превышения чиновниками своих полномочий или вообще проявления несправедливости. Малозначительные дела могли решать сами, важные передавали на рассмотрение императора.
Также, по поручению императора вместе с синбу шаншу (Министр судопроизводства) пересматривал дело лица, которое находится в заключении.
- 2 Чжунчэна (кит. 中丞 Срединные помощники): основной 4-й низший ранг.

Помогали Юйши дафу. Один входил в комиссию «уполномоченных от трёх учреждений» (三司使).
Эти чиновники, руководствуясь законом, выявляли и исправляли преступления и пороки чиновничества.

## Тайюанькит.臺院,кит.台院Собственное отделение
- 6 Шиюйши (кит. 侍禦史 Державный наблюдатель-служитель,): сопровождающий 6-й низший ранг.

Вели следственные дела чиновников, вызывались на советы о возбуждении таких дел, проводили служебные расследования, выдвигали обвинения против чиновников (糾彈). Создавали следственную комиссию вместе с Далисы. Старший по стажу из них занимался администрированием работы всего ведомства и персоналом, подносил императору доклады о повышении чиновников юйшитая. Следующий по стажу заведовал зданиями органа. Следующий занимался обвинением. Следующий расследовал дела о взятках и подкупе, готовил дела к комиссии трёх ответственных. Следующий следил за младшим персоналом и урнами для анонимных доносов. Младший по сроку занимался делами, пришедшими из Восточной столицы — Лояна.
- 1 Чжубу (кит. 主簿 Регистратор,): сопровождающий 7-й низший ранг.

Занимался печатями, получением и регистрацией дел с указанием времени и даты получения. Рассматривал дела связанные с казёнными постройками Юйшитаю, собственностью, в том числе приписанными рабами. Курировал почётных и наградных чиновников, работавших в Юйшитае.
- 2 Луши (кит. 錄事 Секретарь,): сопровождающий 9-й низший ранг.

## Дяньюанькит.殿院,Дворцовое отделение
- 9 Дяньчжун шиюйши (кит. 殿中侍御史 Внутридворцовый державный наблюдатель-служитель,): сопровождающий 7-й низший ранг.

Отвечали за этикет дворцовых мероприятий, следили за войсками гарнизона столицы и округов, следили за порядком на аудиенциях. Контролировали расходы с императорских кладовых и складов: один ведал «великими зернохранилищами» (太倉署), второй «левой кладовой» (左 藏署). Проверяли подачу обеда чиновникам во время аудиенций. Принимали участие в инспекциях.

## Дяньюанькит.察院,Отдел внешних расследований
- 9 Цзяньча юйши (кит. 監察禦史 Расследующий державный наблюдатель,): основной 8-й низший ранг.

Расследовали чиновничьи преступления, совершали инспекции и поездки по провинциям, округам и уездам, разбирали тяжбы. Следили за армией, жертвоприношениями, строительством и общественными работами. Иногда за приходом/расходом важных хранилищ. Проверяли деяния чиновников, следили за перемещениями подданных, бродягами и беглыми. Сверяли данные реестров и переписей. Следили за справедливостью налогообложения. Изыскивали небрежность сельского хозяйства, недостачи зерна на складах. Выявляли колдунов, бандитов, смутьянов, мошенников. Искали почтенных людей в морально-этическом плане, талантливых, проявивших себя с лучшей стороны, о таках людях местные власти были обязаны докладывать. Выявляли чиновников-мздоимцев. Следили за «сильными домами» и присвоением ими чужой собственности. Собирали жалобы от населения. Надзирали за тюрьмами и содержанием арестованных.
В целом это были очень могущественные чиновники с низким личным рангом.
В 799 году в Чанъани и Лояне появлось по одному цзяньча юйши для надзора за почтой и станциями, они были названы Гуаньиши (館驛使)